# Deutsche Hindukusch-Expedition
Die Deutsche Hindukusch-Expedition war eine mit Förderung der Deutschen Forschungsgemeinschaft im Jahre 1935 durchgeführte botanisch-landwirtschaftliche Expedition in Ost-Afghanistan und Nord-West-Indien.
Nach der Theorie des russischen Botanikers Nikolai Iwanowitsch Wawilow galt diese innerasiatische Region als ein Gen- und Entstehungszentrum unserer Kulturpflanzen. Hauptzweck der von dem Pflanzenbauwissenschaftler Theodor Roemer und dem Botaniker Wilhelm Troll angeregten Expedition sollte es sein, Saatgut von Wild- und Kulturformen der dort beheimateten Pflanzen zu sammeln, um der Pflanzenzüchtung in Deutschland genetisches Material mit neuen oder verlorengegangenen Erbfaktoren zur Verfügung zu stellen.
Leiter der Expedition war Arnold Scheibe, seinerzeit Privatdozent für Pflanzenbau und Pflanzenzüchtung an der Universität Gießen. Zu den Teilnehmern gehörten: der Pflanzenzüchter Klaus von Rosenstiel (Kaiser-Wilhelm-Institut für Züchtungsforschung in Müncheberg), der Diplomlandwirt Werner Roemer (Universität Halle), der Botaniker Gerhard Kerstan (Universität Halle), der Sprachwissenschaftler Wolfgang Lentz (Preußische Akademie der Wissenschaften zu Berlin) und der Arzt und Anthropologe Albert Herrlich (Universität München).
Die gründlich vorbereitete und mit Sachspenden führender deutscher Firmen großzügig unterstützte Expedition dauerte vom 26. Februar bis zum 21. Dezember 1935. Standquartier war die afghanische Hauptstadt Kabul. Die ersten drei Monate waren ausgefüllt mit Vorgesprächen bei Behörden, technischen Vorbereitungen und Erkundungsfahrten in die afghanische Bergwelt. Die eigentliche Expedition begann am 28. Mai und endete am 15. Oktober. Forschungs- und Sammelgebiete waren die ostafghanische, an der Südseite des Hindukusch gelegene Provinz Nuristan und die in Nord-West-Indien gelegene Landschaft Chitral. Das Expeditionsgepäck wurde vornehmlich von Maultieren transportiert, zeitweise auch von einheimischen Trägern. Zum Schutz der Expedition hatte die afghanische Regierung als ständige Begleitung sechzehn Soldaten und zwei Offiziere abgestellt.
4.500 Saatgutproben und Stecklinge von Wild- und Kulturpflanzen und mehr als 10.000 photographische Aufnahmen brachten die Expeditionsteilnehmer mit nach Deutschland. Außerdem eine Mineralien- und eine Insektensammlung, sowie – dokumentiert auf 40 Phonographenwalzen – Lieder, Sprüche und Gedichte der Bevölkerung aus den bereisten Regionen. Verlauf und Ergebnisse der Expedition haben Arnold Scheibe und die anderen Teilnehmer in dem 1937 erschienenen Buch Deutsche im Hindukusch ausführlich beschrieben.
Das während der Expedition gesammelte Material wurde zur wissenschaftlichen Bearbeitung an Universitätsinstitute und Forschungsanstalten weitergegeben. Besonders an den Instituten für Pflanzenbau und Pflanzenzüchtung begann eine rege Versuchstätigkeit. Zahlreiche Forschungsprojekte blieben jedoch unvollendet. Von dem mitgebrachten Saatgut ist durch die Kriegsereignisse ein erheblicher Teil verlorengegangen. Die noch vorhandenen Reste sind im Leibniz-Institut für Pflanzengenetik und Kulturpflanzenforschung in Gatersleben archiviert und stehen heute noch als lebendes Genreservoir und wissenschaftliches Referenzmaterial für die Forschung zur Verfügung.